# 比爾卡 (伊瓦尼夫卡區)
46°53′24″N 30°25′28″E / 46.89000°N 30.42444°E
比爾卡（烏克蘭語：Білка）是位於烏克蘭西南部的村莊，由敖德萨州贝雷济夫卡区的伊萬尼夫卡市鎮負責管轄。該村始建於十九世紀，面積2.59平方公里，海拔高度7米，2001年人口919，人口密度每平方公里354.69人。